# Tlalacal
Tlalacal är en ort i Mexiko.   Den ligger i kommunen Ahuacatlán och delstaten Puebla, i den sydöstra delen av landet, 140 km öster om huvudstaden Mexico City. Tlalacal ligger 1 629 meter över havet och antalet invånare är 288.
Terrängen runt Tlalacal är kuperad åt nordväst, men åt sydost är den bergig. Runt Tlalacal är det ganska tätbefolkat, med 160 invånare per kvadratkilometer. Närmaste större samhälle är Zacatlán, 9,3 km sydväst om Tlalacal. I omgivningarna runt Tlalacal växer i huvudsak blandskog.